# Pallacanestro Varese 1983-1984
Nel Campionato 1983-84 la Pallacanestro Varese sostituisce lo sponsor, la casa motociclistica varesina Cagiva, con l'industria alimentare brianzola Star.
Viene cambiato l'allenatore; al posto dello statunitense Richard Percudani, rientrante in patria, viene assunto Riccardo Sales, mentre il settore giovanile è assegnato alla responsabilità di Joe Isaac.
In Campionato, la Pallacanestro Varese viene sconfitta ai quarti dei Play-off dalla Berloni Torino, qualificandosi infine sesta.
In Coppa Italia, ripristinata dopo nove anni, la squadra viene sconfitta agli ottavi dalla vincente del torneo, la Granarolo Bologna.
Nella Coppa Korać il Varese esce ai quarti, nella competizione conquistata dai francesi dell'Orthez.

## Rosa 1983/84
- Gianluca Pol
- Francesco Anchisi
- Dino Boselli
- Riccardo Caneva
- Luigi Mentasti
- Fabrizio Della Fiori
- Massimo Ferraiuolo
- Alberto Gatti
- Fabio Colombo
- Stefano Maguolo
- Terry White
- Francesco Vescovi
- Alberto Mottini
- Giuseppe Gergati
- Cedrick Hordges
- Allenatore:
  -  Riccardo Sales

## Statistiche
| COMPETIZIONE        | GIOCATE | VINTE | PERSE | F    | S    | PIAZZAMENTO |  |
| CAMPIONATO completo | 34      | 18    | 16    | 2778 | 2807 | 6           |  |
| TORNEI E AMICHEVOLI | 21      | 13    | 7*    | 1905 | 1827 | -           |  |
| COPPA KORAC         | 6       | 2     | 4     | 524  | 527  | QUARTI      |  |
| COPPA ITALIA        | 2       | 0     | 2     | 173  | 187  | OTTAVI      |  |

- Nell'amichevole giocata a Lavena Ponte Tresa contro la Jollycolombani Forlì, le squadre si accordano per non giocare i tempi supplementari, terminando la partita in pareggio.

## Fonti
- "Pallacanestro Varese 50 anni con voi" di Augusto Ossola
- "La Pallacanestro Varese" di Renato Tadini
- Lega Basket, su 195.56.77.208. URL consultato il 5 aprile 2011 (archiviato dall'url originale l'11 febbraio 2012).